# Vidova Gora
Die Vidova Gora (gora = Berg, wörtlich kroatisch für Veits-Berg; vgl. Vid) auf der Insel Brač in Mittel-Dalmatien (kroatische Adria) ist mit 778 m. i. J. der höchste Berg aller kroatischen Inseln.

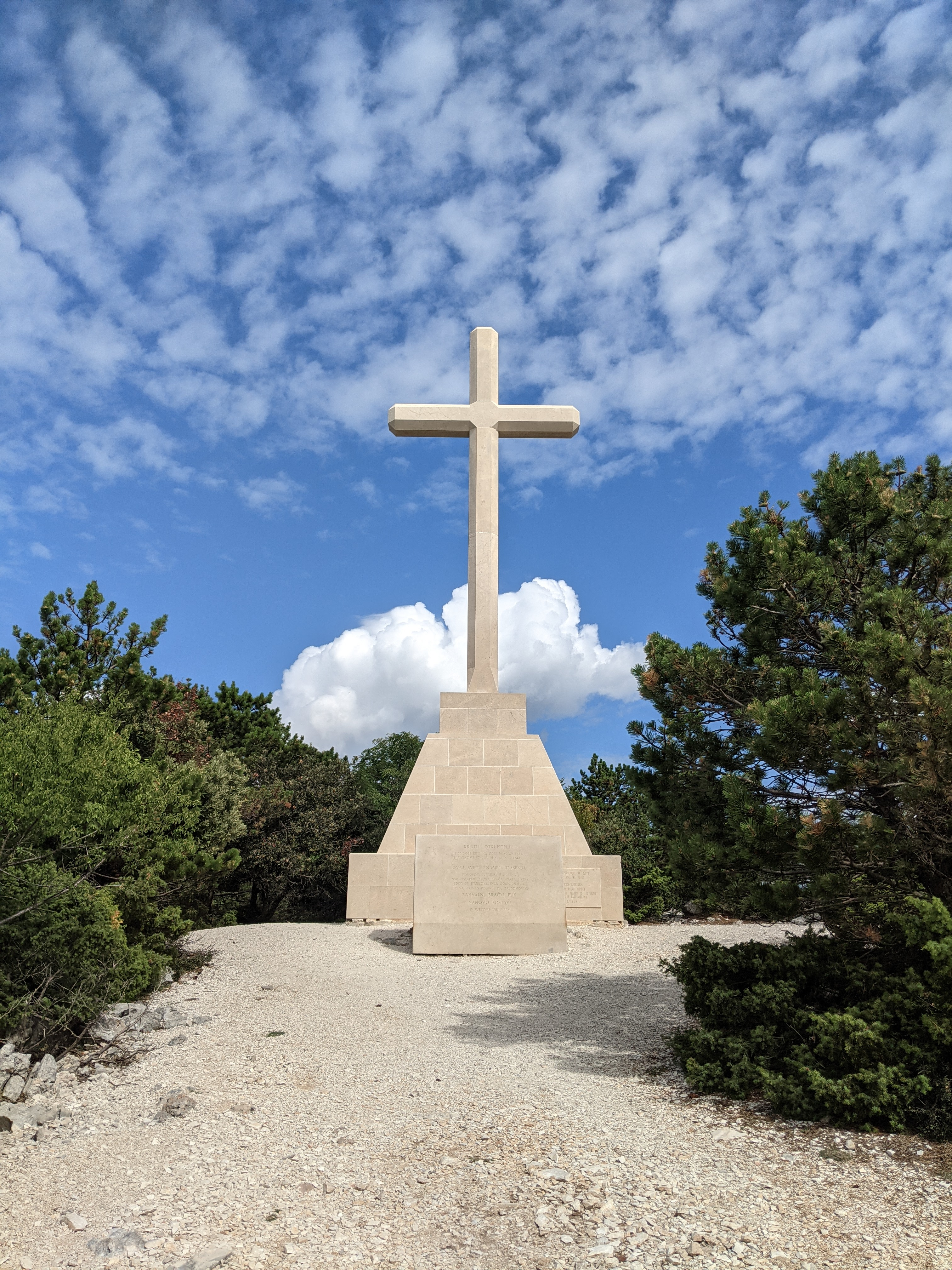
Gipfelkreuz

Der Gipfel bietet eine weite Fernsicht nach Südosten bis Westen auf die Nachbarinsel Hvar und weitere dalmatinische Inseln.
Der beste Ausgangsort für eine Bergwanderung auf die Vidova Gora ist der Badeort Bol, der durch die Landzunge Zlatni Rat (Goldenes Horn) bekannt ist und zu dem täglich Schnellboote von Split verkehren. Der Anstieg auf dem in etlichen Kehren angelegten Weg erfordert 2 bis 2½ Stunden. Knapp vor dem Gipfel passiert man den Parkplatz am Ende einer kleinen Straße, die von Norden her nahe an den Berg heranführt. Von dort aus ist der höchste Punkt zu Fuß in wenigen Minuten zu erreichen.
Auf der welligen Hochfläche im Nordosten des Berges liegt ein kleiner Flugplatz, der während des Kroatienkrieges errichtet wurde, als die Kämpfe um die nahe Stadt Dubrovnik den Tourismus zum Erliegen brachten.